# Залізна леді (сленг)
«Залізна леді» — прізвисько Маргарет Тетчер.
Також використовується як жартівливо-іронічний вираз щодо рішучої, непохитної, вольової жінки, що обіймає високі керівні посади як в бізнесі, так і на державній службі, що характеризуються жорстким стилем керівництва, не бажають йти на компроміс.

## Історія
5 лютого 1975 в лондонській газеті «Дейлі міррор» з'явилася стаття журналістки Марджорі Прупс про Маргарет Тетчер: «The Iron Maiden» («Залізна діва»). Фраза була похідною від «Eiserne Jungfrau» — назви знаряддя тортур у вигляді залізного ящика, оснащена зсередини сталевими шипами.
Вираз iron lady (залізна леді) вперше з'явився в англійській газеті The Sunday Times від 25 січня 1976.
Маргарет Тетчер використовувала цей вираз у своїй виборчій кампанії 1979 р. — «Британії потрібна залізна леді» («The iron Lady»).

## Інші
Поряд з Маргарет Тетчер, прізвисько «Залізна леді» мали представниці США в ООН Джин Кіркпатрік і прем'єр-міністр Домініки Юджинія Чарлз.